# Рочдейл (футбольный клуб)
«Ро́чдейл» (полное название — Клуб ассоциации футбола «Рочдейл»; англ. Rochdale Association Football Club, английское произношение: [ˈrɒtʃdeɪl ə'səusɪ'eɪʃən 'futbɔ:l klʌb]) — английский профессиональный футбольный клуб из одноимённого города в графстве Большой Манчестер, Северо-Западная Англия.
В настоящее время выступает в Национальной лиге, пятом по значимости дивизионе в системе футбольных лиг Англии.
Клуб был основан в 1907 году. С 1920 года по настоящее время проводит свои домашние матчи на стадионе «Спотленд», вмещающем более 10 тысяч зрителей.
Главным успехом клуба считается выход в финал Кубка Футбольной лиги в сезоне 1961/62.